# RTS Espace 2
RTS Espace 2 (dosł. RTS Przestrzeń 2) – szwajcarski kanał radiowy, należący do Radio Télévision Suisse (RTS), francuskojęzycznej części publicznego nadawcy radiowo-telewizyjnego SRG SSR. Został uruchomiony w 1956 roku i jest poświęcony szeroko rozumianej kulturze. Prezentuje audycje o tematyce społecznej, kulturalnej i historycznej, jak również słuchowiska i transmisje koncertów. Od strony muzycznej kanał skupia się na muzyce poważnej i współczesnej, jazzie i folku.
We francuskojęzycznej części Szwajcarii stacja dostępna jest w analogowym i cyfrowym przekazie naziemnej. Można jej również słuchać w sieciach kablowych, Internecie oraz w niekodowanym przekazie z satelity Eutelsat Hot Bird 13C. W roku 2012 jej udział w rynku wynosił średnio 2,8%, co czyniło z niej najmniej popularną spośród czterech francuskojęzycznych stacji radia publicznego w Szwajcarii. 